# Евтим Гещаков
Евтим Димитров Гещаков е български революционер от Македония, деец на Вътрешната македоно-одринска революционна организация.

## Биография
Роден е в 1873 година в село Дупени (Горно Дупени или Долно Дупени), Ресенско, тогава в Османската империя. Занимава се с търговия на зеленчуци. Работи и като портиер на българската болница в Цариград. На 21 февруари 1898 година убива в квартирата му журналиста Димитър Македонски. Цариградската полиция бързо установява убиеца, но той е изчезнал. Шефът на столичната полиция изпраща опознавателни данни за личността на убиеца до колегите си в България. В последните дни на март той е заловен на варненското пристанище. В два последователни разпита прави пълни самопризнания пред следствените власти. Гещаков заявява, че е извършил сам убийството в афектно състояние, защото Македонски неправилно отразявал положението на българите в Македония по страниците на екзархийския вестник „Новини“. Убийството всъщност е извършено по заповед на Задграничното представителство на ВМОРО и е организирано от Цариградския комитет на организацията. На 4 юни 1899 г. той е осъден на пет години строг тъмничен затвор. По късно Гещаков е освободен предсрочно и се занимава с дребна търговия в България. Участва в Илинденско-Преображенското въстание, а след това и в Македоно-одринското опълчение, като служи в 3 рота на 6 охридска дружина.
Умира в София в 1957 година.
Синът му Берчо Гещаков (Цариград, 1898 – София, 1971) е също деец на ВМОРО, дългогодишен секретар на Ресенското благотворително братство.